# 里奇堡鎮區 (北達科他州博蒂諾縣)
里奇堡鎮區（英語：Richburg Township）是位於美國北達科他州博蒂諾縣的一個鎮區。

## 地方資料
里奇堡鎮區的面積為117.55平方千米，當中陸地面積為112.20平方千米，而水域面積為5.35平方千米。根據2010年美國人口普查的數據，當地共有人口37人，而人口密度為每平方千米0.31人。